# Calytrix ecalycata
Calytrix ecalycata (Craven) é uma espécie de mirtácea, antes designada como Calythropsis aurea, (C.A.Gardner), constituindo a única espécie do género Calythropsis, entretanto extinto. Constituía um género à parte já que tem flores tetrâmeras, em vez de flores pentâmeras, além de não apresentarem cálice. Segundo Craven (1987), a espécie está filogeneticamente mais próxima de Calytrix platycheiridia (Craven).